# Хари Харисън
Вижте пояснителната страница за други личности с името Харисън.
Хари Максуел Харисън (на английски: Harry Maxwell Harrison) е американски писател на научна фантастика.

## Биография и творчество
Хари Максуел Харисън е роден на 12 март 1925 г. в Стемфорд, щат Кънектикът и учи в художествено училище в Ню Йорк.
През Втората световна война служи в американските ВВС. Работил е като художник и редактор, а след 1956 г. започва професионално да се занимава с литература. Първото му публикувано произведение – „Rock Diver“ излиза през 1951 г. на страниците на списание „Worlds Beyond“.
Автор е на произведения от различни жанрове, но почти никоя от неговите творби не излиза от рамките на научната фантастика. Носител е на награда Небюла, както и на наградата на списание „Локус“.

### Цикли

#### Цикъл „Стоманеният плъх“ (Stainless Steel Rat)
1. A Stainless Steel Rat Is Born (1985) Раждането на стоманения плъх
2. The Stainless Steel Rat Gets Drafted (1987) Стоманеният плъх в танц със смъртта
3. The Stainless Steel Rat Sings the Blues (1994) Стоманеният плъх си свирка блус
4. The Stainless Steel Rat (1961) Стоманеният плъх
5. The Stainless Steel Rat's Revenge (1970) Отмъщението на стоманения плъх, изд. „Орфей“, София (1992)
6. The Stainless Steel Rat Saves the World (1971) Стоманеният плъх спасява света
7. The Stainless Steel Rat Wants You! (1978)
8. The Stainless Steel Rat For President (1982)
9. The Stainless Steel Rat Goes To Hell (1996)
10. The Golden Years of The Stainless Steel Rat
11. You Can Be the Stainless Steel Rat
12. The Stainless Steel Rat Returns (2010)
13. Stainless Steel Rat Joins The Circus (1999)

#### Цикъл „Свят на смъртта“ (Deathworld)
1. Deathworld (1960) Свят на смъртта 1, изд. „Галактика“ Варна (1992), прев. Катя Манчева
2. The Ethical Engineer (1964) Свят на смъртта 2
3. The Horse Barbarian (1968) Свят на смъртта 3

- Return to Deathworld – с Ант Скалантис Свят на смъртта 4, изд. ИК „Квазар“ София (2002), прев. Атанас П. Славов
- Deathworld vs Filibusters – с Ант Скалантис
- Creatures from hell – с Ант Скалантис

#### Цикъл „Deathworld Stories“ („Свят на смъртта“ – разкази)
- The Mothballed Spaceship

#### Цикъл „To the Stars“
1. Homeworld (1980)
2. Wheelworld (1981)
3. Starworld (1981)

#### Цикъл „Brian Brand“ („Брайън Бранд“)
1. Planet of the Damned (Планетата на прокълнатите)
2. Planet of No Return (Плацдарм)

#### Цикъл „Eden“ („Рай“)
1. West of Eden (1984) На запад от Рая, изд. „Камея“ София (1998), прев. Владимир Зарков
2. Winter in Eden (1986) Зима в Рая, изд. „Камея“ София (1998), прев. Григор Гачев
3. Return to Eden (1988) Завръщане в рая, изд. „Камея“ София (2000), прев. Григор Гачев

#### Цикъл „The Hammer and the Cross“
1. The Hammer and the Cross
2. One King's Way
3. King and Emperor – с Tom Shippey

#### Цикъл „Bill, the Galactic Hero“ („Бил, галактическият герой“)
- Bill, the Galactic Hero
- Bill, the Galactic Hero on the Planet of Robot Slaves
- The Planet of the Robot Slaves
- Bill, the Galactic Hero on the Planet of Bottled Brains – с Робърт Шекли
- Bill, the Galactic Hero on the Planet of Tasteless Pleasures – с Дейвид Бишоф
- Bill, the Galactic Hero on the Planet of Ten Thousand Bars – с Дейвид Бишоф
- Bill, the Galactic Hero on the Planet of the Zombie Vampires – с Джак Холдеман
- The Final Incoherent Adventure – с Дейвид Харис
Последното налудничаво приключение, изд. „Лира Принт“, София (2001), прев. Светлана Комогорова – Комо

### Романи
- A Rebel in Time
- Captive Universe
- In Our Hands the Stars
- Invasion: Earth
- Lifeboat – с Гордън Диксън
- Make Room! Make Room!
- Montezuma's Revenge
- Plague From Space
- Queen Victorica's Revenge
- Skyfall
- Spaceship Medic
- Star Smashers of the Galaxy Rangers
- Stonehenge: Where Atlantis Died – с Leon E. Stover
- The California Iceberg
- The Jupiter Plague
- The Technicolor Time Machine
- The Turing Option – с Marvin Minsky
- Tunnel Through the Deeps

### Документалистика
- Great Balls of Fire (1977)
- Spacecraft in Fact and Fiction (1979) – с Малкълм Едуардс
- Harry Harrison! Harry Harrison! (2014)